# Академическая гребля на летних Олимпийских играх 2012 — четвёрки (мужчины)
Соревнования среди четвёрок по академической гребле среди мужчин на летних Олимпийских играх 2012 прошли c 30 июля по 4 августа на гребном канале Дорни. Приняло участие 13 экипажей.
Олимпийскими чемпионами 4-й раз подряд в этой дисциплине (2000, 2004, 2008, 2012) стали британцы. Том Джеймс, Пит Рид, Эндрю Триггз-Ходж выиграли золото на второй Олимпиаде подряд.

## Призёры
| Золото                                                                    | Серебро                                                                   | Бронза                                                      |
| Великобритания · Алекс Грегори · Том Джеймс · Пит Рид · Эндрю Триггз-Ходж | Австралия · Джеймс Чэпмен · Джошуа Данкли-Смит · Дрю Гинн · Уильям Локвуд | США · Чарли Коул · Скотт Голт · Гленн Очал · Хенрик Руммель |

## Соревнование

### Предварительный этап
Первые три экипажа из каждого заезда напрямую проходят в полуфинал соревнований. Все остальные попадают в утешительный заезд, где будут разыграны ещё три места в полуфиналах.

#### Заезд 1
| Место | Спортсмены                                                                | Время   |
| ----- | ------------------------------------------------------------------------- | ------- |
| 1     | Австралия · Джеймс Чэпмен · Джошуа Данкли-Смит · Дрю Гинн · Уильям Локвуд | 5:47,06 |
| 2     | Германия · Грегор Хауффе · Урс Койфер · Себастьян Шмидт · Тони Зайферт    | 5:49,84 |
| 3     | Канада · Уильям Дин · Энтони Джейкоб · Дерек О'Фаррелл · Майкл Уилкинсон  | 5:50,78 |
| 4     | Новая Зеландия · Крис Харрис · Шон О’Нилл · Джейд Уру · Тайсон Уильямс    | 5:51,84 |
| 5     | Сербия · Радое Джерич · Горан Ягар · Милош Васич · Милян Вукович          | 5:53,35 |

#### Заезд 2
| Место | Спортсмены                                                                          | Время   |
| ----- | ----------------------------------------------------------------------------------- | ------- |
| 1     | Великобритания · Алекс Грегори · Том Джеймс · Пит Рид · Эндрю Триггз-Ходж           | 5:50,27 |
| 2     | Румыния · Марьюс Козмьюк · Флорин Чуруя · Александру Паламариу · Кристи Илие Пирдже | 5:52,87 |
| 3     | Беларусь · Александр Казубовский · Вадим Лялин · Денис Михаль · Станислав Щербаченя | 5:53,26 |
| 4     | Чехия · Милан Брунцвик · Михал Хорват · Матиаш Кланг · Якуб Подразил                | 5:54,37 |

#### Заезд 3
| Место | Спортсмены                                                                         | Время   |
| ----- | ---------------------------------------------------------------------------------- | ------- |
| 1     | США · Чарли Коул · Скотт Голт · Гленн Очал · Хенрик Руммель                        | 5:54,88 |
| 2     | Нидерланды · Кай Хендрикс · Рубен Кнаб · Боз Мейлинк · Мехиль Верслёйс             | 5:55,99 |
| 3     | Греция · Иоаннис Христу · Стергиос Папахристос · Иоаннис Цилис · Георгиос Дзиаллас | 5:57,71 |
| 4     | Италия · Лука Агаменнони · Винченцо Капелли · Марио Паонесса · Симоне Веньер       | 6:02,01 |

### Утешительный заезд
Три лучших экипажа выходят в полуфинал.
| Место | Спортсмены                                                                   | Время   |
| ----- | ---------------------------------------------------------------------------- | ------- |
| 1     | Сербия · Радое Джерич · Горан Ягар · Милош Васич · Милян Вукович             | 6:01,97 |
| 2     | Новая Зеландия · Крис Харрис · Шон О’Нилл · Джейд Уру · Тайсон Уильямс       | 6:03,66 |
| 3     | Италия · Лука Агаменнони · Винченцо Капелли · Марио Паонесса · Симоне Веньер | 6:04,27 |
| 4     | Чехия · Милан Брунцвик · Михал Хорват · Матиаш Кланг · Якуб Подразил         | 6:04,56 |

### Полуфиналы
Первые три экипажа из каждого заезда проходят в финал A. Остальные будут распределять места с 7 по 12 в финале B.

#### Заезд 1
| Место | Спортсмены                                                                          | Время   |
| ----- | ----------------------------------------------------------------------------------- | ------- |
| 1     | Великобритания · Алекс Грегори · Том Джеймс · Пит Рид · Эндрю Триггз-Ходж           | 5:58,26 |
| 2     | Австралия · Джеймс Чэпмен · Джошуа Данкли-Смит · Дрю Гинн · Уильям Локвуд           | 5:59,23 |
| 3     | Нидерланды · Кай Хендрикс · Рубен Кнаб · Боз Мейлинк · Мехиль Верслёйс              | 6:03,71 |
| 4     | Италия · Лука Агаменнони · Винченцо Капелли · Марио Паонесса · Симоне Веньер        | 6:05,00 |
| 5     | Беларусь · Александр Казубовский · Вадим Лялин · Денис Михаль · Станислав Щербаченя | 6:05,26 |
| 6     | Сербия · Радое Джерич · Горан Ягар · Милош Васич · Милян Вукович                    | 6:07,41 |

#### Заезд 2
| Место | Спортсмены                                                                                | Время   |
| ----- | ----------------------------------------------------------------------------------------- | ------- |
| 1     | США · Чарли Коул · Скотт Голт · Гленн Очал · Хенрик Руммель                               | 6:01,72 |
| 2     | Греция · Иоаннис Христу · Стергиос Папахристос · Иоаннис Цилис · Георгиос Дзиаллас        | 6:02,61 |
| 3     | Германия · Грегор Хауффе · Урс Койфер · Себастьян Шмидт · Тони Зайферт                    | 6:04,61 |
| 4     | Новая Зеландия · Крис Харрис · Шон О’Нилл · Джейд Уру · Тайсон Уильямс                    | 6:06,36 |
| 5     | Канада · Уильям Дин · Энтони Джейкоб · Дерек О'Фаррелл · Майкл Уилкинсон                  | 6:08,90 |
| 6     | Румыния · Мариус Василе Козмюк · Флорин Чуруя · Александру Паламариу · Кристи Илие Пирдже | 6:12,74 |

### Финалы

#### Финал B
| Место | Спортсмены                                                                                | Время   |
| ----- | ----------------------------------------------------------------------------------------- | ------- |
| 1     | Беларусь · Александр Казубовский · Вадим Лялин · Денис Михаль · Станислав Щербаченя       | 6:09,31 |
| 2     | Италия · Лука Агаменнони · Винченцо Капелли · Марио Паонесса · Симоне Веньер              | 6:09,42 |
| 3     | Канада · Уильям Дин · Энтони Джейкоб · Дерек О'Фаррелл · Майкл Уилкинсон                  | 6:11,15 |
| 4     | Сербия · Радое Джерич · Горан Ягар · Милош Васич · Милян Вукович                          | 6:11,94 |
| 5     | Новая Зеландия · Крис Харрис · Шон О’Нилл · Джейд Уру · Тайсон Уильямс                    | 6:11,97 |
| 6     | Румыния · Мариус Василе Козмюк · Флорин Чуруя · Александру Паламариу · Кристи Илие Пирдже | 6:16,20 |

#### Финал A
| Место | Спортсмены                                                                         | Время   |
| ----- | ---------------------------------------------------------------------------------- | ------- |
| 1     | Великобритания · Алекс Грегори · Том Джеймс · Пит Рид · Эндрю Триггз-Ходж          | 6:03,97 |
| 2     | Австралия · Джеймс Чэпмен · Джошуа Данкли-Смит · Дрю Гинн · Уильям Локвуд          | 6:05,19 |
| 3     | США · Чарли Коул · Скотт Голт · Гленн Очал · Хенрик Руммель                        | 6:07,20 |
| 4     | Греция · Иоаннис Христу · Стергиос Папахристос · Иоаннис Цилис · Георгиос Дзиаллас | 6:11,43 |
| 5     | Нидерланды · Кай Хендрикс · Рубен Кнаб · Боз Мейлинк · Мехиль Верслёйс             | 6:14,78 |
| 6     | Германия · Грегор Хауффе · Урс Койфер · Себастьян Шмидт · Тони Зайферт             | 6:16,37 |